# Amy Poehler
Amy Poehler (/ˈpoʊlər/ POH-lər; sinh ngày 16 tháng 9 năm 1971) là nữ diễn viên người Mỹ. Năm 2001, Poehler gia nhập chương trình Saturday Night Live (SNL) của đài NBC. Ban đầu bà là diễn viên trong mục tiểu phẩm hài, sau đó từ năm 2004 tới 2008, bà đồng dẫn mục tin tức châm biếm Weekend Update.
Poehler từng đảm nhận vai trò điều hành sản xuất các sê-ri truyền hình Welcome to Sweden, Broad City, Difficult People, Duncanville, Three Busy Debras và Russian Doll. Bà cũng thường xuyên hợp tác với Tina Fey trên SNL và cùng tham gia các phim Mean Girls (2004), Baby Mama (2008), Sisters (2015) và Wine Country (2019). Fey và Poehler đồng dẫn chương trình cho Giải Quả cầu vàng bốn lần vào các năm 2013, 2014, 2015 và 2021. Poehler cũng tham gia lồng tiếng cho các phim Shrek the Third (2007), Horton Hears a Who! (2008), Monsters vs. Aliens (2009), Hoodwinked Too! Hood vs. Evil (2011), Free Birds (2013) và sê-ri Inside Out (2015–nay).
Năm 2015, Poehler được nhận ngôi sao tại Đại lộ Danh vọng Hollywood với những đóng góp trong lĩnh vực truyền hình. Bà thắng một giải Quả cầu vàng hạng mục "Nữ diễn viên xuất sắc nhất trong phim truyền hình hài - nhạc kịch" năm 2014 và một giải Critics' Choice Television hạng mục "Nữ diễn viên xuất sắc nhất trong phim hài" năm 2012. Bà cùng với Tina Fey cũng từng thắng một giải Primetime Emmy cho "Nữ diễn viên khách mời nổi bật trong phim hài" với việc dẫn chương trình cho SNL.

## Tiểu sử
Poehler sinh ra tại Newton, Massachusetts, cha mẹ bà là Eileen và William Poehler, đều làm giáo viên. Cô có một em trai tên Greg cũng là diễn viên, nhà sản xuất phim.

## Danh sách phim

### Điện ảnh
| Năm  | Tựa đề                                  | Vai diễn                      | Chú thích                           |
| ---- | --------------------------------------- | ----------------------------- | ----------------------------------- |
| 1998 | Tomorrow Night                          |                               | [ 7 ]                               |
| 1998 | Saving Manhattan                        | Kirsten                       |                                     |
| 1999 | Deuce Bigalow: Male Gigolo              | Ruth                          |                                     |
| 2000 | Zoe Loses It                            | Pink                          | Phim ngắn                           |
| 2001 | Wet Hot American Summer                 | Susie                         |                                     |
| 2002 | Martin & Orloff                         | Patty                         |                                     |
| 2003 | Shortcut to Happiness                   | Molly Gilchrest               |                                     |
| 2004 | Cô gái lắm chiêu                        | Bà George                     |                                     |
| 2004 | Envy                                    | Natalie Vanderpark            |                                     |
| 2004 | Wake Up, Ron Burgundy: The Lost Movie   | Bank Teller                   |                                     |
| 2006 | Southland Tales                         |                               |                                     |
| 2006 | Man of the Year                         | (Chính cô ấy)                 | Khách mời                           |
| 2006 | Tenacious D in The Pick of Destiny      |                               |                                     |
| 2006 | The Ex                                  | Carol Lane                    |                                     |
| 2007 | Blades of Glory                         | Fairchild Van Waldenberg      |                                     |
| 2007 | Shrek the Third                         |                               | Lồng tiếng                          |
| 2007 | On Broadway                             | Farrah                        |                                     |
| 2007 | Mr. Woodcock                            | Maggie Hoffman                |                                     |
| 2007 | Girl Missing                            | Vikki                         |                                     |
| 2007 | Wild Girls Gone                         | Doreen                        | Đồng biên kịch và nhà sản xuất      |
| 2008 | Horton Hears a Who!                     | Sally O'Malley                | Lồng tiếng                          |
| 2008 | Baby Mama                               | Angie Ostrowski               |                                     |
| 2008 | Hamlet 2                                |                               |                                     |
| 2009 | Monsters vs. Aliens                     |                               | Lồng tiếng                          |
| 2009 | Spring Breakdown                        | Gayle                         |                                     |
| 2009 | The Mystery of Claywoman                | Celeste Dupree                | Phim ngắn                           |
| 2009 | Alvin and the Chipmunks: The Squeakquel | Eleanor Miller                | Lồng tiếng                          |
| 2010 | The Secret World of Arrietty            | Homily                        |                                     |
| 2010 | Freak Dance                             | Lillian                       |                                     |
| 2011 | Fight for Your Right Revisited          |                               | Phim ngắn                           |
| 2011 | Hoodwinked Too! Hood vs. Evil           | Gretel                        | Lồng tiếng                          |
| 2011 | Alvin and the Chipmunks 3               | Eleanor Miller                | Lồng tiếng                          |
| 2013 | A.C.O.D.                                | Sondra                        |                                     |
| 2013 | Are You Here                            | Terry Coulter                 |                                     |
| 2013 | Free Birds                              | Jenny                         | Lồng tiếng                          |
| 2013 | Anchorman 2: The Legend Continues       | Phóng viên Entertainment News | Cameo                               |
| 2014 | They Came Together                      | Molly                         |                                     |
| 2015 | Những mảnh ghép cảm xúc                 | Vui Vẻ                        | Lồng tiếng, biên tập thêm lời thoại |
| 2015 | Riley's First Date?                     | Vui Vẻ                        | Lồng tiếng Phim ngắn                |
| 2015 | A Very Murray Christmas                 | Liz                           |                                     |
| 2015 | Sisters                                 | Maura Ellis                   | Đồng sản xuất                       |
| 2017 | The House                               | Kate Johansen                 |                                     |
| 2023 | Những mảnh ghép cảm xúc 2               | Vui Vẻ                        | Lồng tiếng                          |